# Alkí Oróklini
Az Alkí Oróklini (görögül: Αλκή Ορόκλινη, nyugati sajtóban: Alki Oroklini) egy ciprusi labdarúgócsapat Orókliniből. 1979-ben Omónia Oróklinisz néven alapították meg, majd 2014-ben a jelenleg is használatos nevet használják.

## Története
1979-ben alapították meg és 2013-ig tagja volt a POEPA-nak. 2012–13-ban kivívták a negyedosztályban való szereplést, valamint a Ciprusi labdarúgó-szövetség tagja lettek. A csapat színei a zöld és a fehér volt, valamint elkerülték a kiesést.
2014. április 10-én a csapat igazgató tanácsa úgy döntött, hogy átnevezik a klubot Alkí Oróklini-re. A klub semmilyen kapcsolatban nem volt a 2014. május 6-án megszűnt ALKI Lárnakasz csapatával. A piros és kék színeit viszont átvette a Lárnakasztól. A 2014–15-ös szezonban megnyerték a negyedosztályt. A harmadosztályban a 2. helyen jutottak fel, a 2016–17-es szezon végén bajnokok lettek a másodosztályban, ezzel kivívták az élvonalban való szereplést.

## Sikerei
- Ciprusi másodosztály bajnok:

1 alkalommal (2016–17)
- Ciprusi negyedosztály bajnok:

1 alkalommal (2014–15)

## Keret

### Jelenlegi keret
2018. augusztus 31-i állapotnak megfelelően.
| #  |     | Poszt | Név                                                         |
| -- | --- | ----- | ----------------------------------------------------------- |
| 2  | CYP | KP    | Kósztasz Haralámbusz                                        |
| 4  | CYP | V     | Alexandrosz Theoharusz                                      |
| 5  | ALG | V     | Szofiane Serfa                                              |
| 6  | CYP | V     | Panajótisz Frangészku                                       |
| 7  | CYP | KP    | Andréasz Sztávru                                            |
| 8  | FRA | KP    | Aikel Gadacha Charrad                                       |
| 9  | BRA | CS    | Marlon da Silva                                             |
| 10 | BRA | CS    | Ivan Carlos                                                 |
| 11 | ALG | KP    | El Hedi Belameiri                                           |
| 13 | CYP | V     | Máriosz Hárisz                                              |
| 14 | CYP | CS    | Sztavrinósz Konsztandínu                                    |
| 16 | CYP | KP    | Matía Szpóliaric (kölcsönben az Apóllon Lemeszú csapatától) |
| 17 | CYP | V     | Martínosz Hrisztofí                                         |

| #  |     | Poszt | Név                                                              |
| -- | --- | ----- | ---------------------------------------------------------------- |
| 18 | MKD | KP    | Dusko Trajcsevszki                                               |
| 19 | AUS | KP    | Bai Antoniou                                                     |
| 20 | VEN | KP    | Rafael Acosta                                                    |
| 21 | VEN | K     | Rafael Quiñónes                                                  |
| 22 | CYP | K     | Jórgosz Panají                                                   |
| 23 | CYP | KP    | Dimítrisz Kiprianú                                               |
| 24 | CYP | KP    | Panajótisz Loizídisz                                             |
| 27 | ARG | V     | Franco Flores                                                    |
| 35 | CYP | CS    | Máriosz Ilía (kölcsönben az AÉ Lemeszú csapatától)               |
| 64 | CYP | CS    | Apólonasz Vaszilíu (kölcsönben az Omónia Lefkoszíasz csapatától) |
| 66 | BUL | V     | Orlin Sztarokin                                                  |
| 83 | CYP | K     | Urko Pardo ()                                                    |

### Kölcsönben
| # |     | Poszt | Név                                                           |
| - | --- | ----- | ------------------------------------------------------------- |
|   | UKR | KP    | Volodimir Dmitrenko (az Oníszilosz Szotírasz 2014 csapatánál) |